# Gungnyu-myeon
Gungnyu-myeon (koreanska: 궁류면) är en socken i kommunen Uiryeong-gun i provinsen Södra Gyeongsang, i den centrala delen av Sydkorea, 260 km söder om huvudstaden Seoul.